# Франсар
Франсар (фр. Fransart) насеље је и општина у североисточној Француској у региону Пикардија, у департману Сома која припада префектури Мондидје.
По подацима из 2011. године у општини је живело 153 становника, а густина насељености је износила 51,0 становника/km². Општина се простире на површини од 3 km². Налази се на средњој надморској висини од 88 метара (максималној 94 m, а минималној 84 m).

## Демографија
| 1962. | 1968. | 1975. | 1982. | 1990. | 1999. | 2011. |
| ----- | ----- | ----- | ----- | ----- | ----- | ----- |
| 112   | 117   | 90    | 106   | 116   | 121   | 153   |

График промене броја становника у току последњих година